# Jesse Douglas
Jesse Douglas (ur. 3 lipca 1897 w Nowym Jorku, zm. 7 października 1965 tamże) – amerykański matematyk. W 1936 roku został uhonorowany medalem Fieldsa za rozwiązanie problemu Plateau.